# Lin Qisheng
Lin Qisheng (林啟生T, Lín QǐshēngP; 1964) è un astronomo taiwanese, in contesto anglosassone noto come Chi-Sheng Lin.
Il Minor Planet Center gli accredita la scoperta di settantuno asteroidi, effettuate tra il 2006 e il 2009, tutte in collaborazione con altri astronomi: Tsai Yuansheng, Ye Quanzhi e Jin Zhangwei.
| 175583 Pingtung     | 15 ottobre 2006   |
| 175586 Tsou         | 15 ottobre 2006   |
| 185216 Gueiren      | 14 ottobre 2006   |
| 185546 Yushan       | 28 dicembre 2007  |
| 185636 Shiao Lin    | 27 febbraio 2008  |
| 187514 Tainan       | 15 ottobre 2006   |
| 200025 Cloud Gate   | 25 luglio 2007    |
| 204842 Fengchia     | 5 settembre 2007  |
| 212631 Hsinchu      | 14 ottobre 2006   |
| 215080 Kaohsiung    | 20 marzo 2009     |
| 236851 Chenchikwan  | 15 settembre 2007 |
| 246504 Hualien      | 28 gennaio 2008   |
| 255989 Dengyushian  | 15 ottobre 2006   |
| 256892 Wutayou      | 27 febbraio 2008  |
| 263906 Yuanfengfang | 21 marzo 2009     |
| 294600 Abedinabedin | 7 gennaio 2008    |
| 300286 Zintun       | 21 luglio 2007    |
| 300634 Chuwenshin   | 19 ottobre 2007   |
| 300854 Changyuin    | 28 dicembre 2007  |
| 300892 Taichung     | 28 gennaio 2008   |
| 465036 Tatm         | 16 agosto 2006    |
| 544033 Lihsing      | 15 settembre 2007 |
| 555802 Chengyen     | 6 giugno 2007     |
| 590666 Jianguo      | 12 aprile 2007    |
| 590888 Chengda      | 22 luglio 2007    |
| 661666 Chenchengpo  | 6 agosto 2007     |
| 663468 Liaochichun  | 21 luglio 2007    |

Ha inoltre scoperto la cometa C/2007 N3 (Lulin) in collaborazione con Quanzhi Ye.
Gli è stato dedicato l'asteroide 175451 Linchisheng.